# Tituly a vyznamenání Pchúmipchona Adunjadéta
Thajský král Pchúmipchon Adunjadét byl držitelem řady thajských i zahraničních titulů a vyznamenání, která získal před nástupem na trůn i během své vlády. Během své vlády byl také velmistrem thajských řádů.

## Tituly
- 5. prosince 1927 – 9. července 1935: Jeho Výsost princ Pchúmipchon Adunjadét
- 10. července 1935 – 9. června 1946: Jeho královská Výsost princ Pchúmipchon Adunjadét, králův bratr
- 9. června 1946 – 13. října 2016: Jeho Veličenstvo král
- 13. října 2016 – 4. května 2019: Jeho Veličenstvo král Pchúmipchon Adunjadét
- 5. května 2019 – dosud: Jeho Veličenstvo král Pchúmipchon Adunjadét Veliký

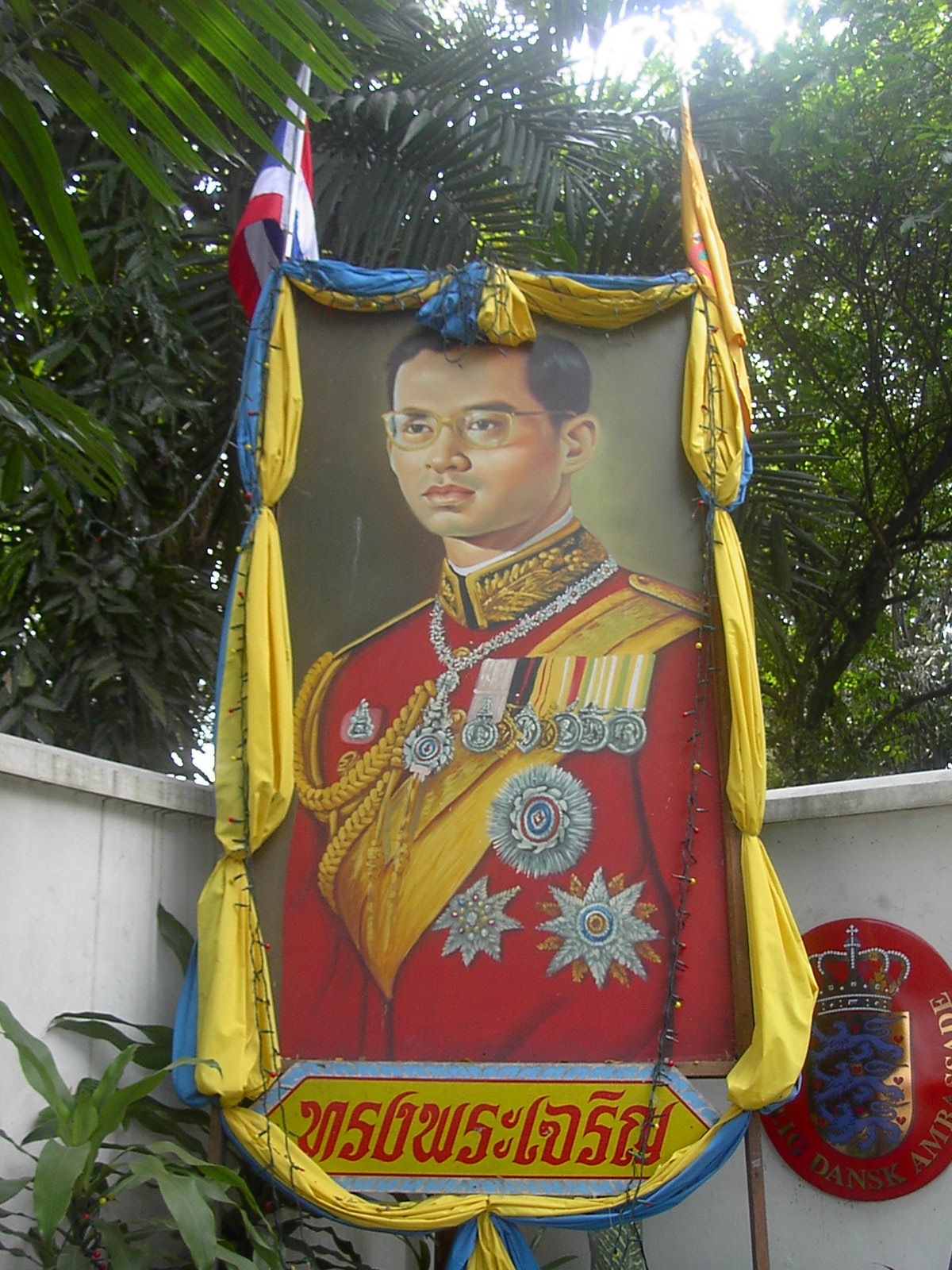
Portrét krále v uniformě s řadou vyznamenání

## Vojenské hodnosti
- 10. května 1946 – 26. května 1950: nadporučík[1]
- 26. května 1950 – 13. října 2016: polní maršál[2]
- 24. května 1950 – 13. října 2016: admirál loďstva Thajského královského námořnictva[3]
- 26. května 1950 – 13. října 2016: maršál Thajského královského letectva[2]

## Vyznamenání

### Thajské vyznamenání

#### Velmistr
Během své vlády od 9. června 1946 do 13. října 2016 byl velmistrem thajských řádů:
- Řád Rajamitrabhorn
- Řád Mahá Čakrí
- Řád devíti drahokamů
- Řád Chula Chom Klao
- Řád za zásluhy
- Řád Rámy
- Řád bílého slona
- Řád thajské koruny
- Řád Direkgunabhorn
- Medaile za statečnost

#### Osobní vyzamenání
- rytíř Řádu Mahá Čakrí – 14. listopadu 1938
- rytíř velkokříže (I. třída) Řádu Chula Chom Klao – 20. září 1935

Královský znak s řetězem Řádu zlatého rouna

Královský znak s řetězem Řádu Serafínů

### Zahraniční vyznamenání
- Argentina
  -  velkokříž s řetězem Řádu osvoboditele generála San Martína – 1960
- Belgie
  -  velkostuha Řádu Leopoldova – 1960
- Brunej
  -  Královský rodinný řád koruny Bruneje – 1990
- Brazílie
  -  velkokříž Řádu Jižního kříže
- Československo
  -  Řád Bílého lva I. třídy – 1994
- Chile
  -  velkokříž s řetězem Řádu za zásluhy
- Dánsko
  -  rytíř Řádu slona – 21. dubna 1958[4]
- Etiopské císařství
  -  řetěz Řádu královny ze Sáby – 1968
- Filipíny
  -  řetěz Řádu Sikatuna – 15. června 1968
- Finsko
  -  velkokříž s řetězem Řádu bílé růže
- Francie
  -  velkokříž Řádu čestné legie – 1960
- Guatemala
  -  velkokříž s řetězem Řádu Quetzala  - 1961
- Indonésie
  -  Řád hvězdy Indonéské republiky – 1961
- Írán
  -  řetěz Řádu Pahlaví – 1968
- Itálie
  -  velkokříž s řetězem Řádu zásluh o Italskou republiku – 22. září 1960[5]
- Japonsko
  -  velkokříž s řetězem Řádu chryzantémy – 27. května 1963
- Jižní Korea
  -  Velký řád Mugunghwa – 1981
- Jugoslávie
  -  Řád jugoslávské hvězdy
- Kambodža
  -  velkokříž Královského řádu Kambodže – 1954
- Laos
  -  velkostuha Řádu milionu slonů a bílého slunečníku – 1963
- Lucembursko
  -  rytíř Nassavského domácího řádu zlatého lva – 1960
- Malajsie
  -  Řád říšské koruny – 1962[6]
- Maroko
  -  velkostuha Řádu trůnu
- Mexiko
  -  řetěz Řádu aztéckého orla
- Myanmar (Barma)
  -  Řád pravdy – 1960
- Nepál
  -  Řád cti – 1986
- Německo
  -  velkokříž speciální třídy Záslužného řádu Spolkové republiky Německo – 1984
- Nizozemsko
  -  velkokříž Řádu nizozemského lva – 1960
- Norsko
  -  velkokříž s řetězem Řádu svatého Olafa – 19. září 1960[7]
- Pákistán
  -  Řád Pákistánu I. třídy – 1962
- Peru
  -  velkokříž Řádu peruánského slunce – 1996
- Portugalsko
  -  Stuha tří řádů – 10. listopadu 1960[8]
- Rakousko
  -  velkohvězda Čestného odznaku Za zásluhy o Rakouskou republiku – 1964[9]
- Rumunsko
  -  velkokříž s řetězem Řádu rumunské hvězdy – 2000[10]
- Řecko
  -  velkokříž Řádu Spasitele – 1963[11]
- Saúdská Arábie
  -  řetěz Řádu krále Abd al-Azíze – 1988
- Spojené království
  -  Královský Viktoriin řetěz – 1960[12]
- Spojené státy americké
  -  vrchní velitel Legion of Merit – 1960 – za mimořádné záslužné chování při poskytování služeb nejvyšší kvality
- Španělsko
  -  rytíř Řádu zlatého rouna – 9. června 2006[13]
  -  velkokříž s řetězem Řádu Karla III. – 13. listopadu 1987[14]
  -  velkokříž s řetězem Řádu za občanské zásluhy – 3. listopadu 1960[15]
- Švédsko
  -  rytíř Řádu Serafínů – 5. dubna 1950[16]
- Tchaj-wan
  -  velkostuha Řádu jasného nefritu – 1963[17]
- Vatikán
  -  rytíř velkokříže s řetězem Řádu Pia IX. – 1960
- Venezuela
  -  velkokříž s řetězem Řádu osvoboditele

### Ostatní ocenění
- Speciální medaile Evropského parlamentu – Evropský parlament, 19. července 1975[18]
- IAUP Peace Award – International Association fo University Presidents, 8. září 1986[18]
- Medaile Williama J. Donovana – Office of Strategic Service, 29. října 1987[18]
- Čestná olympijská zlatá medaile – Mezinárodní olympijský výbor, 14. prosince 1987[18]
- Philae Medal – UNESCO, 2. prosince 1990[18]
- UNEP Gold Medal of Distinction – Program OSN pro životní prostředí, 4. listopadu 1992[18]
- Health-for-All Gold Medal – Světová zdravotnická organizace, 24. listopadu 1992[18]
- Natura Pro Futura Medal za zachování biodiverzity – International Society of Chemical Ecology, 26. ledna 1993[18]
- International Merit Award – International Erosion Control Association, 25. února 1993[18]
- Award of Recognition of technical and development accomplishment in the promotion of the vetiver technology international – Světová banka, 30. října 1993[18]
- Agricola Medal – Organizace pro výživu a zemědělství, 6. prosince 1995[18]
- International Rice Award Medal – International Rice Research Institute, 5. června 1996[18]
- Presidental Citation for Humanitarian Service – Rotary International, 24. října 1996[18]
- The Partnering for World Healt – American College of Chest Physicians, 13. listopadu 1996[18]
- ICCIDD Gold Medal – Council for the Control of Iodine Deficiency Disorders, 25. června 1997[18]
- Gold Medal Award – International Union Against Tuberculosis and Lung Disease, 24. listopadu 1998[18]
- Lions Humanitarian Award – Lions Clubs International, 3. března 1999[18]
- TeleFood Medal – Organizace pro výživu a zemědělství, 8. prosince 1999[18]
- Sanford Medal – Yale School of Music, 18. ledna 2000[19]
- Lalaounis Cup – Mezinárodní olympijský výbor, 19. ledna 2000[18]
- WHO Plaque – Světová zdravotnická organizace, 31. května 2000[18]
- The Berkley Medal – Kalifornská univerzita v Berkeley, 2. listopadu 2000[18]
- UN HABITAT scroll of Honour Award (Special Citation) – United Nations Human Settlements Programme, 25. února 2004[20]
- UNDP Human Development Lifetime Achievement Award – Rozvojový program OSN, 26. května 2006[21]
- Bronzový vlk – Světová organizace skautského hnutí, 20. června 2006[18]
- The Norman E. Borlaug Medallion – The World Food Prize Foundation, 23. července 2007
- WIPO Global Leaders Award – Světová organizace duševního vlastnictví, 14. ledna 2009[22]
- The President's Medal – Mezinárodní federace badmintonu, 3. listopadu 2012

## Členství
- čestný člen Universität für Musik und darstellende Kunst Wien – 5. října 1964
- čestný člen Royal College of Surgeons of Englad – 16. října 1984
- čestný člen Královské fotografické společnosti – 24. července 1990[23]
- čestný člen Fédération Internationale de l'Art Photographique – 12. listopadu 1991
- čestný člen Royal Australasian College of Physicians – 29. dubna 1996
- čestný člen Institution of Civil Engineers – 4. října 2000[24]
- čestný člen Royal College of Surgeons of Edinburgh – 9. července 2001
- čestný člen Royal Yachting Association – 24. srpna 2006
- čestný člen Liverpool John Moores University – 3. srpna 2007[25][26]
- čestný člen International Society of Surgery – 15. července 2011[27]
- čestný člen American College of Surgeons – 15. července 2011[27]

## Akademické tituly

### Doctor honoris causa
V roce 1997 dosáhl král rekordu v počtu udělených čestných doktorátů jedné osobě. V té době byl držitelem 136 čestných doktorátů.

#### Thajsko
- Univerzita Chulalongkorn
  - politické vědy – 21. května 1950[29]
  - inženýrství – 5. září 1985
  - výtvarné umění – 10. července 1986
  - právo – 16. července 1987
  - vzdělávání – 25. května 1989
  - zubní lékařství – 1. srpna 1991
  - komunikační umění – 8. července 1993
  - vědy – 12. července 1994
  - vědy – 8. října 1999
  - umění – 8. října 1999
- Univerzita Thammasat
  - politické vědy – 29. května 1950
  - ekonomie – 5. srpna 1982
  - žurnalistika – 20. července 1988
  - sociologie a antropologie – 29. července 1993
  - zemědělské technologie – 27. července 1994
  - sociální práce – 31. července 1995
  - podnikatelství – 31. července 1997
  - právo – 28. října 1999
  - civilní inženýrství – 13. srpna 2010
- Univerzita Kasetsart
  - zemědělské vědy – 9. července 1953
  - inženýrství zavlažovacích technologií – 17. července 1978
  - ekonomiky – 13. června 1983
  - múzické umění – 22. června 1987
  - zemědělské vědy a ekonomika zdrojů – 30. dubna 1990
  - rozšiřování zemědělství – 13. května 1996
  - lesnictví – 9. února 1998
  - zemědělský průmysl – 9. února 1998
  - geologie – 19. července 1999
  - zahradnictví – 19. července 1999
  - rybolov – 19. července 1999
  - biologie – 19. července 1999
  - aplikovaná lingvistika – 19. července 1999
  - sociální rozvoj – 19. července 1999
  - politické vědy – 19. července 1999
  - vzdělávání a školská správa – 19. července 1999
  - inženýrství vodních zdrojů – 27. července 2005
  - environmentální vědy – 24. července 2007
  - zemědělské inženýrství – 24. července 2007
- Univerzita Srinakharinwirot
  - vzdělávání a školské správy – 29. prosince 1959
  - lékařství – 14. září 1987
  - geografie – 29. prosince 1988
  - výtvarné umění – 13. prosince 1994
  - inženýrství – 14. prosince 1995
  - tělesná výchova – 17. prosince 1997
  - inženýrství – 24. prosince 1999
  - potravinářská věda a výživa – 25. prosince 2000
  - rozvoj vzdělávání – 30. prosince 2005
  - filozofie a náboženství – 5. října 2007
  - geosociální management – 14. prosince 2009
- Univerzita Mahidol
  - veřejné zdraví – 6. dubna 1960
  - výživa – 11. července 1985
  - lékařství – 2. července 1987
  - technologie environmentálního managementu – 30. června 1988
  - sportovní studia – 16. července 1991
  - počítačové vědy – 2. července 1992
  - kulturní studia – 1. července 1993
  - inženýrství – 3. června 1994
  - zubní lékařství – 17. července 1995
  - fyzika – 3. července 1997
  - zubní lékařství – 4. července 1997
  - rozvoj zemědělství – 6. července 2006
- Univerzita Silpakorn
  - výtvarné umění v malířství – 21. října 1965
  - antropologie – 11. prosince 1986
  - architektura – 26. října 1989
  - environmentální vědy – 19. července 1993
  - thajská architektura – 2005
  - správa kulturních zdrojů – 2009
- Univerzita Khon Kaen
  - inženýrství – 16. prosince 1968[30]
  - zubního lékařství – 22. prosince 1988
  - thajské umění – 25. prosince 1995
  - environmentální ekologie – 19. prosince 1996
  - zemědělské vědy – 18. prosince 1997
  - rozvojová správa – 17. prosince 1998
  - ekonomie – 22. prosince 1999
  - veterinární medicína – 18. prosince 2007
  - filozofie – 22. prosince 2005
- Univerzita Chiang Mai
  - politické vědy – 16. ledna 1969
  - inženýrství – 23. ledna 1988
  - zemědělská věda – 24. ledna 1989
  - environmentální inženýrství – 24. ledna 1996
  - zubní lékařství – 20. ledna 1999
  - ekonomie – 24. ledna 2000
  - obchodní administrativa – 2006
  - účetnictví – 2006
  - právo – 2006
  - ošetřovatelství – 2006
  - lékařství – 2006
  - farmacie – 2006
  - veřejná administrativa – 2006
  - vědy – 2006
  - výtvarné umění – 2006
  - umění – 2006
  - vzdělávání – 2006
  - architektura – 2006
  - veterinární lékařství – 2006
  - veřejné zdraví – 2006
- National Institute of development administration
  - veřejná správa – 19. listopadu 1970[31]
  - ekonomický rozvoj – 1. dubna 1989
  - aplikovaná statistika  – 1. dubna 1991
  - environmentální management – 1999
  - rozvoj lidských zdrojů – 2003
  - administrativa rozvoje – 2008
  - sociální rozvoj a environmentální management – 2009
  - technologie managementu – 6. ledna 2010
- Univerzita prince Songkhla
  - inženýrství a strojírenství – 31. srpna 1972[32]
  - vědy – 7. října 1996
  - veřejná správa – 14. října 2004
  - zemědělské vědy – 21. září 2006
  - chemické inženýrství – 21. září 2008
  - sociální rozvoj – 13. září 2010
  - civilní inženýrství – 21. září 2011
- Sukhothai Thammathirat Open University
  - rozvoje zemědělství a spolupráce – 26. března 1984
  - politické vědy – 18. ledna 1989
  - veřejné zdravotnictví – 18. června 1995
  - komunikační umění – 17. ledna 1996
  - vědy – 26. ledna 2006
- Univerzita Ramkhamhaeng
  - právo – 26. listopadu 1975
  - politické vědy – 11. dubna 1984
  - ekonomie – 5. ledna 1988
  - veřejná správa – 9. ledna 2006
  - vzdělávání – 28. února 2011
- Univerzita Maejo
  - zemědělské technologie – 5. února 1981
  - zemědělské rozvojové plánování – 3. února 1995
  - geosociální udržitelný rozvoj – 19. února 2007
- Univerzita Burapha
  - vodní vědy – 25. prosince 1991
  - komunitní rozvoj – 24. listopadu 1995
  - geografie – 16. prosince 1996
  - veřejné zdraví – 7. prosince 1999
  - podmořská studia – 29. září 2003
  - vzdělávání a sociální rozvoj – 27. prosince 2006
  - ekonomie – 2007
- Technická univerzita krále Mongkuta v Severním Bangkoku
  - inženýrství – 29. října 1991
  - průmyslové vzdělávání v mechanice – 18. října 1995
  - telekomunikace – 8. prosince 2005
  - technologie – 13. listopadu 2006
- Technická univerzita krále Mongkutu v Thonburi
  - energetické technologie – 4. listopadu 2000
- Univerzita Naresuan
  - biologie – 2. ledna 1992
  - zubní lékařství – 1. prosince 2003
  - fyzika – 2006
  - geografie – 2006
- Univerzita Mahasarakham
  - environmentální inženýrství – 11. listopadu 1995
  - thajské umění – 26. července 1999
  - zemědělské inženýrství – 20. září 2001
  - výtvarné umění – 19. září 2003
  - ekonomie – 6. října 2006
  - múzická umění – 2007
  - vzdělávání – 21. prosince 2011[33]
- Technická univerzita Suranaree
  - civilní inženýrství – 24. října 1997
  - technologie živočišné výroby – 21. února 2005
  - informační vědy v komunikačních technologiích – 16. října 2006
  - sportovní věda – 22. října 2007
- Univerzita Rajabhat
  - počítačové vědy – 1. února 1997
- Univerzita Ubon Ratchathani
  - zemědělské vědy – 8. června 1992
  - strojírenství – 16. září 2006
- Technologický institut krále Mongkuta
  - inženýrství – 18. října 1972
  - biotechnologie – 18. října 1986
  - telekomunikace – 18. října 1988
  - geologie – 18. října 1995
  - komunikace v zemědělství – 5. října 2012
  - umělecká fotografie – 5. října 2012
  - environmentální chemie – 5. října 2012
- Univerzita Rattana Bundit
  - obchodní administrativa – 29. ledna 2011
- Univerzita Thaksin
  - ekonomie – 5. února 2007
  - západní hudba – 2008
  - geografie – 10. ledna 2011
- Univerzita Chiang Rai Rajabhat
  - etnická studia – 21. dubna 2008

### Zahraniční univerzity
V srpnu 1962 odmítla Australská národní univerzita udělit králi čestný doktorát na základě toho, že král nedokončil svá studia na Univerzitě v Lausanne. Toto odmítnutí vyvolalo menší diplomatickou rozepři mezi univerzitou a thajskou vládou.
- doctor honoris causa práv, Univerzita v Melbourne  – 3. září 1962[34]
- doctor honoris causa trvalé a specializované služby v oblasti vzdělávání, University of Canberra – 21. listopadu 1996[35]
- doctor honoris causa Griffith University – 19. listopadu 1998
- doctor honoris causa věd, University of Tasmania – 20. listopadu 2002[36][37]
- doctor honoris causa University of Wollongong – 27. listopadu 2002
- doctor honoris causa práv, Filipínská univerzita – 13. července 1963
- doctor honoris causa Universitas Gadjah Mada – 12. února 1960
- doctor honoris causa ekonomiky, Univerzita Sōka – 31. května 2012
- doctor honoris causa práv, Saigonská univerzita – 19. prosince 1959
- doctor honoris causa věd, University of Victoria – 5. listopadu 1999[38]
- doctor honoris causa práv, University for Peace – 7. prosince 2000
- doctor honoris causa věd, Massey University – 11. září 2002
- doctor honoris causa práv, Péšávarská univerzita – 15. března 1962[39]
- doctor honoris causa práv, University of Nottingham – 15. května 1997[40]
- doctor honoris causa občanského práva, Durhamská univerzita – 21. února 2007[41]
- doctor honoris causa věd, Liverpool John Moores University – 3. srpna 2007[25]
- doctor honoris causa věd, Asijský technologických institut – 7. prosince 2000
- doctor honoris causa věd, Asijský technologický institut – 24. ledna 2001[42]
- doctor honoris causa práv, Williams College – 11. června 1967
- doctor honoris causa Pepperdine University – 10. srpna 1979
- doctor honoris causa práv, Tufts University – 2. ledna 1985[43]
- doctor honoris causa humanitních studií, Havajská univerzita – 7. ledna 1986[44]
- doctor honoris causa práv, Ohio University – 15. března 2000
- doctor honoris causa hudební skladby a provedení, University of North Texas – 17. března 2004
- doctor honoris causa věd, St. John's University – 21. dubna 2006